# Цупренков Степан Григорович
Степа́н Григо́рович Цупре́нков (нар. 14 листопада 1922 — пом. 24 квітня 1991) — радянський танкіст часів Другої світової війни, командир танка 3-ї танкової бригади 23-го танкового корпусу (Третій Український фронт), молодший лейтенант. Герой Радянського Союзу (1946).

## Життєпис
Народився 14 листопада 1922 року в селі Кримки, нині — Олександрівський район Кіровоградської області, в селянській родині. Українець. Закінчив 7 класів і школу ФЗУ в Кіровограді, працював токарем на заводі «Червона зірка», згодом — у паровозному депо станції Волховстрой.
До лав РСЧА призваний Волховським МВК Ленінградської області в лютому 1941 року. На фронтах німецько-радянської війни з грудня 1941 року. Воював на Північному фронті, під Волховим, захищав Ленінград. У 1943 році закінчив Харківське військове танкове училище.
Особливо командир танка Т-34 3-го танкового батальйону 3-ї танкової бригади 23-го танкового корпусу молодший лейтенант С. Г. Цупренков відзначився під час Балатонської оборонної операції на території Угорщини. У березні 1945 року супротивник зосередив східніше озера Балатон значні сили важких і надважких танків, намагаючись прорвати радянську оборону і вийти на річку Дунай. Танк під командуванням С. Цупренкова разом з кількома іншими був висунутий для підтримки піхоти. 12 березня супротивник, переважаючими чисельно силами, при підтримці 50 важких танків почав наступ на радянські позиції. Підпустивши супротивника на близьку відстань, екіпаж С. Цупренкова майже впритул розстріляв 3 важких танки і до 40 піхотинців ворога. У наступному бою, ведучи вогонь з укриття, екіпаж Цупренкова підпалив ще один танк і знищив до 30 солдатів супротивника. Коли німецькі надважкі танки, пройшовши крізь бойові порядки піхоти, почали обходити радянських танкістів, танк С. Цупренкова вирвався з укриття й на повній швидкості зайшов у тил ворога. Рухаючись позаду, вогнем підпалив 2 надважких танки типу «Королівський тигр». 13 березня під час танкового бою підбив ще 1 танк супротивника, але його машина також була підбита й загорілась. Екіпаж продовжував вести бій в палаючій машині доти, доки не виникла загроза вибуху, а потім полишив її.
2 квітня 1945 року під час наступу на ворожі позиції був важко поранений у ліву руку, внаслідок чого кінцівку довелось ампутувати. Демобілізований за інвалідністю в 1945 році.
Оселився в Харкові. Працював в обласному управлінні трудових резервів. Згодом закінчив 2-річну юридичну школу. З 1949 року — в органах прокуратури, працював помічником прокурора. У 1953 році закінчив заочне відділення Харківського юридичного інституту. З 1963 року — прокурор Орджоникідзевського району міста Харкова.
Помер 24 квітня 1991 року. Похований на міському цвинтарі № 2.

## Нагороди
Указом Президії Верховної Ради СРСР від 15 травня 1946 року за зразкове виконання бойових завдань командування на фронті боротьби з німецькими загарбниками та виявлені при цьому відвагу і героїзм, молодшому лейтенанту Цупренкову Степану Григоровичу присвоєне звання Героя Радянського Союзу з врученням ордена Леніна і медалі «Золота Зірка» (№ 8248).
Також був нагороджений двома орденами Вітчизняної війни 1-го (06.08.1946, 11.03.1985) та 2-го (08.05.1945) ступенів, медалями.

## Пам'ять
Журналіст Олексій Яхно згадав Цупренкова у вірші про харківських прокурорів-фронтовиків «Таких, як він, була лиш жменька…».